# شهرستان زهک
شهرستان زهک یکی از شهرستان‌های شمالی استان سیستان و بلوچستان در ایران است.مرکز این شهرستان، شهر زهک است.

## موقعیت جغرافیایی
شهرستان زهک از شمال شرقی با شهرستان هیرمند، از شمال غربی با شهرستان زابل، از غرب تا جنوب غربی با شهرستان هامون و از شرق تا جنوب شرقی نیز با مرز افغانستان همسایه است.

## تقسیمات کشوری
شهرستان زهک دارای ۳ بخش، ۶ دهستان و ۲ شهر به شرح زیر است:

### شهرستان زهک
| بخش   | مرکز بخش | جمعیت بخش ۱۳۹۵ | نام دهستان | مرکز دهستان | جمعیت دهستان ۱۳۹۵ | شهر              | جمعیت شهر ۱۳۹۵   |
| ----- | -------- | -------------- | ---------- | ----------- | ----------------- | ---------------- | ---------------- |
| مرکزی | زهک      | ۵۲،۴۱۰ نفر     | زهک        | زهک         | ۲۹،۷۱۱ نفر        | زهک              | ۱۳،۳۵۷ نفر       |
| مرکزی | زهک      | ۵۲،۴۱۰ نفر     | خواجه احمد | خواجه احمد  | ۹،۳۴۲ نفر         | زهک              | ۱۳،۳۵۷ نفر       |
| خمک   | خمک      | ۱۱،۰۳۷ نفر     | گوری       | گوری        | ۵،۸۴۹ نفر         | **************** | **************** |
| خمک   | خمک      | ۱۱،۰۳۷ نفر     | خمک        | خمک         | ۵،۱۵۵ نفر         | **************** | **************** |
| جزینک | جزینک    | ۱۰،۶۶۷ نفر     | جزینک      | جزینک       | ۵،۰۱۸ نفر         | جزینک            | ۶۷۶ نفر          |
| جزینک | جزینک    | ۱۰،۶۶۷ نفر     | قلعه‌نو     | قلعه‌نو      | ۴،۹۷۳ نفر         | جزینک            | ۶۷۶ نفر          |

## جمعیت
براساس سرشماری عمومی نفوس و مسکن در سال ۱۳۹۵، جمعیت شهرستان زهک برابر با ۷۴،۱۱۴ نفر بوده‌است.